# كيويا
كان الكيويا (الاسم العلمي: Chaetoptila angustipluma) طائرًا من هاواي وانقرض في حوالي عام 1859. كانت أعداد طائر الكيويا في انخفاض حتى قبل اكتشاف هاواي من قبل الأوروبيين. حتى إنهُ كان غير مألوف لدى سكان هاواي الأصليين. لم يتم استخدام ريش الكيويا في الأعمال الريشية في هاواي، ولم يتم ذكرها في أي ترانيم أو أساطير. توجد أربع عينات فقط في المتاحف.